# 1210~1277년 단죄

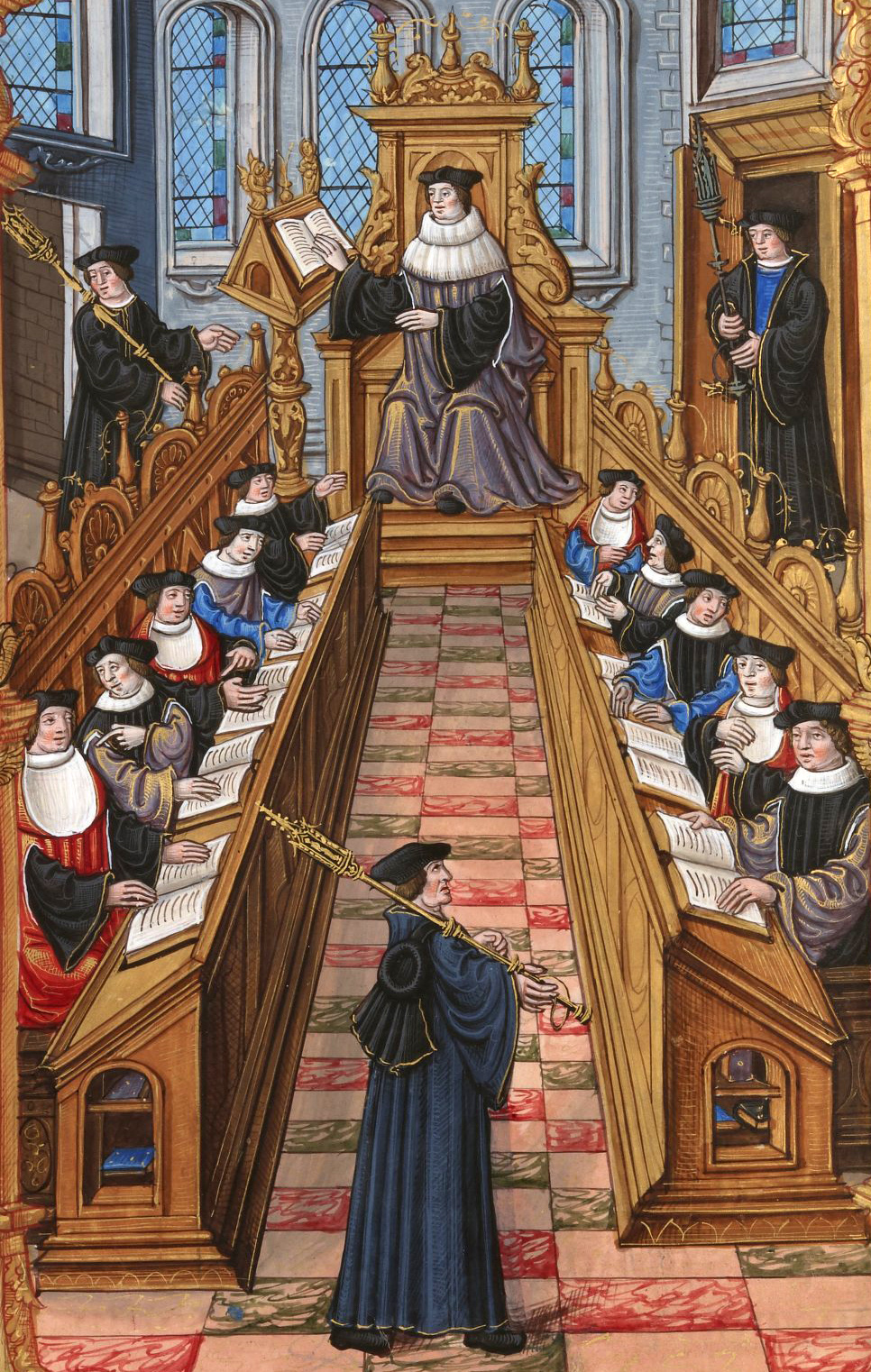
신 피라 대학교의 16세기 박사 회의 그림

중세 신 파리 대학교에서는 특정 가르침을 이단으로 규정하기 위해 법령을 제정했다. 여기에는 수많은 중세 신학 교리가 포함되었지만 가장 중요한 것은 아리스토텔레스 물리학 논문이었다. 이러한 가르침에 대한 조사는 파리 주교들에 의해 수행되었다. 1277년 단죄는 전통적으로 교황 요한 21세가 요청한 조사와 연관되어 있지만, 그가 실제로 단죄 목록 작성을 지지했는지 여부는 불분명하다.
13세기와 14세기에 파리 대학교에서는 약 16개의 단죄 논문 목록을 발행했다. 이러한 제안 목록의 대부분은 금지된 물품의 체계적인 모음집으로 통합되었다. 이 중에서 1277년 단죄는 학자들이 아리스토텔레스 과학의 교리에 의문을 제기하도록 장려했다고 생각하는 역사가들에 의해 특히 중요하다고 간주된다. 이러한 관점에서 일부 역사가들은 단죄가 과학 발전에 긍정적인 영향을 미쳤으며 아마도 현대 과학의 시작을 의미한다고 주장한다.

## 같이 보기
- 과학사
- 중세 대학